# Walter Andreas Schwarz
Walter Andreas Schwarz (2. juni 1913 – 1. april 1992) var en tysk sanger, forfatter og oversætter. 

## Biografi
Schwarz blev født i Aschersleben. I 1956 deltog han i det første Eurovision Song Contest for Tyskland, med sin egen sang Im Wartesaal zum großen Glück. Hans placering kendes ikke, men det siges, at han endte på en andenplads.  Sangen blev udgivet som single, med fik ikke stor succes. Der blev ikke udgivet andre plader senere. Han blev en kendt forfatter af både romaner og især radiodrama. Hans sidste værk var et radiodrama over The Hitchhiker's Guide to the Galaxy, der blev sendt i 1990 og 1991 ove 17 afsnit. I mange år boede han i London før han flyttede tilbage til Tyskland. Han døde i april 1992 i Heidelberg.

## Udgivelser

### Romaner
- Die frucht der Ungesetzlichkeit (1982)
- Der Bürger Karl Marx aus Trier (1983)

## Radiodrama
- Der Untertan (1965)
- Anna Karenina (1967)
- Don Quijote (1974)
- Jud Süß (1986)
- The Hitchhiker's Guide to the Galaxy (1990-1991)